# Култура (списание)
„Култура“ е полско емиграционно списание, издавано от Институт литерацки (Институт за литература) в периода от 1947 г. до 2000 г., първоначално в Рим, а от 1948 г. в Париж. То се превръща в културен и политически център на полската емиграция след Втората световна война и оказва голямо влияние на Полската народна република.

## Възникване на месечника „Култура“
Според Войчех Карпински причината Йежи Гедройч да създаде Института за литература „Култура“ се крие в идеята за „създаване на канон на свободна и логична мисъл, укрепване на полскостта, което ще помогне в изграждането на свободен полски дом, на свободно духовно пространство за полското, европейското и човешкото“. Списанието се стреми да формира съвременната полска култура, да изгради „модерния“ поляк, същевременно политически влияе на Полската народна република и западните държави. Политическата линия, която води Гедройч, е свързана с прометеизма, стремежа да се освободят народите на територията на Русия и унищожаване на нейния режим. Идеалът на Гедройч е културно и политически независима Полша. След това се появява идеята, свързана с концепциите на княз Чарториски и прометеизма за Полша като държава, която влияе на Украйна, Литва и Беларус като им помага в борбата за тяхната независимост, демократизация и културна еманципация.
Първият брой на списанието излиза през юни 1947 г. в Рим. Негови редактори са Йежи Гедройч и Густав Херлинг-Груджински. От самото начало сътрудници са Зофия Херц и Юзеф Чапски. Гедройч, Груджински, Херц и Чапски са войници от армията на генерал Владислав Андерс, който лично подкрепя техните инициативи.

## Пренасяне до Париж и превръщане в културен и политически център
Разногласията между Гедройч и Андерс относно независимостта на Полша през 1947 г. са причина „Култура“ да се премести в Париж. Гедройч намира финансова подкрепа за списанието в лицето полските аристократи в Париж.
Около изданието се съсредоточават някои от най-талантливите публицисти и политически анализатори (Константи Йеленски, Юлиуш Мерошевски, Леополд Унгер и др.), които формират съвременната полска политическа мисъл. Списание „Култура“ публикува текстове на писатели-емигранти, но и на автори, решили да останат в родината. Гедройч финансира и дава възможност на полски творци в емиграция да публикуват на роден език. Едни от най-големите имена на съвременната полска литература са публикувани в списанието: Чеслав Милош, Витолд Гомбрович, Густав Херлинг-Груджински. Месечникът дава възможност на полските читатели да се запознаят с важни преводни текстове като „1984“ на Джордж Оруел и „Доктор Живаго“ на Борис Пастернак.
През 50те години списанието се превръща в политическо ядро, което провежда тайни акции в комунистическите държави. Една от най-важните задачи е пренасянето на „Култура“ в родината. През 70те и 80те години, докато стачките вдъхват надежда за освобождаване на Полша от комунистическия режим, „Култура“ помага на родните интелектуалци, като отпечатва техни текстове.
През 2000 г. по волята на Йежи Гедройч списанието е закрито. Многогодишната работа на хиляди автори, създали безброй научни, политически и художествени произведения, превръщат архива на списание „Култура“ в ценен източник.